# Scopula rudisaria
Scopula rudisaria är en fjärilsart som beskrevs av Walker 1861. Scopula rudisaria ingår i släktet Scopula och familjen mätare. Inga underarter finns listade.